# Kality (rejon brasławski)
Kality – dawna kolonia. Tereny, na których była położona, leżą obecnie na Białorusi, w obwodzie witebskim, w rejonie brasławskim, w sielsowiecie Mieżany.

## Historia
W czasach zaborów folwark leżał w granicach Imperium Rosyjskiego.
W latach 1921–1939 folwark a następnie kolonia leżała w Polsce, w województwie nowogródzkim (od 1926 w województwie wileńskim) w powiecie brasławskim w gminie Dryświaty.
Według Powszechnego Spisu Ludności z 1921 roku zamieszkiwało tu 147 osób, 14 były wyznania rzymskokatolickiego a 133 prawosławnego. Jednocześnie 142 mieszkańców zadeklarowało polską przynależność narodową a 5 białoruską. Było tu 21 budynków mieszkalnych. W 1931 w 19 domach zamieszkiwało 123 osoby.
Miejscowość należała do parafii rzymskokatolickiej w Mieżanach i prawosławnej w Dryświatach. W 1933 podlegała pod Sąd Grodzki w m. Turmont i Okręgowy w Wilnie; właściwy urząd pocztowy mieścił się w Mieżanach.